# Cal Canal (Solsona)
Cal Canal és una casa de Solsona protegida com a Bé Cultural d'Interès Local.

## Descripció
Edifici en xamfrà construït a finals del segle xviii d'estil neoclàssic té dues façanes i es desenvolupa en planta baixa, dues plantes pis i terrat. Les façanes s'han estucat simulant carreus de pedra tallada.